# Color of Your Life
Color of Your Life ist ein Lied des polnischen Sängers Michał Szpak. Er hat mit diesem Lied Polen beim Eurovision Song Contest 2016 vertreten.

## Hintergrund
Am 5. März 2016 fand Krajowe Eliminacje 2016, der polnische Vorentscheid für den Eurovision Song Contest in Stockholm, statt. Szpak gewann den Wettbewerb mit Color of Your Life vor den Sängerinnen Margaret (Cool Me Down) und Edyta Górniak (Grateful).
Der Song wurde von Kamil Varen komponiert und am 21. Dezember 2015 veröffentlicht. Polen trat beim 61. Eurovision Song Contest im zweiten Semifinale mit der Startnummer 2 an, in welchem er auf Platz 6 landete. Beim Finale stellte der Song einen Rekord auf. Noch nie war die Differenz zwischen Jury- und Televoting so klar gewesen. Die Jurys reihten den Song nur auf Platz 25, das Publikum wählte ihn jedoch an die dritte Stelle, was im Endklassement die achte Position bedeutete.